# Axel Edzard Ernest Danneskiold-Samsøe
Hans Excellence (H.E.) Axel Edzard Ernest greve Danneskiold-Samsøe (4. august 1871 på Ulriksholm – 7. december 1925) var en dansk officer og historiker, bror til Frederik Sophus Christian Ludvig Danneskiold-Samsøe.
Han var søn af grev Frederik Vilhelm Steen Danneskiold-Samsøe og hustru født komtesse Holstein, blev 1890 student fra Schneekloths Skole og tog 1891 filosofikum.
Danneskiold-Samsøe blev 1897 sekondløjtnant ved 5. Regiment. Fra 1899 til 1904 studerede han i Berlin og Leipzig og tog ved sidstnævnte universitet den filosofiske doktorgrad. Han dyrkede fortsat historiske studier 1904-08 i London, 1908-14 i Dresden, men rejste ved krigens udbrud i 1914 hjem og meldte sig til tjeneste.
Han blev 1914 løjtnant af reserven ved 6. Regiment, 1915 kaptajn af reserven og ansat ved 36. Bataljon, rejste 1916 til Østrig for at tilse lejre med russiske krigsfanger, rejste i maj 1917 til Rusland for at tilse lejre med østrigske krigsfanger og vendte tilbage i maj 1918. Han blev stillet til rådighed for overkommandoen og ansattes i lejren på Amager med engelske krigsfanger. Han tog fra 1919 ophold på Ulriksholm, hvor hans mor havde levet som enke siden 1895.
Han var dekoreret med Dansk røde Kors' Mindetegn for Krigsfangehjælp 1914-19, Østrigs Røde Kors-medalje, Preussens Røde Kors-medalje samt var Officer of the Order of the British Empire (OBE).
3. marts 1906 ægtede han i London Frances Sybil Iles Gordon (9. juli 1878 i London - 5. juni 1965).